# アメリカ合衆国原子力規制委員会

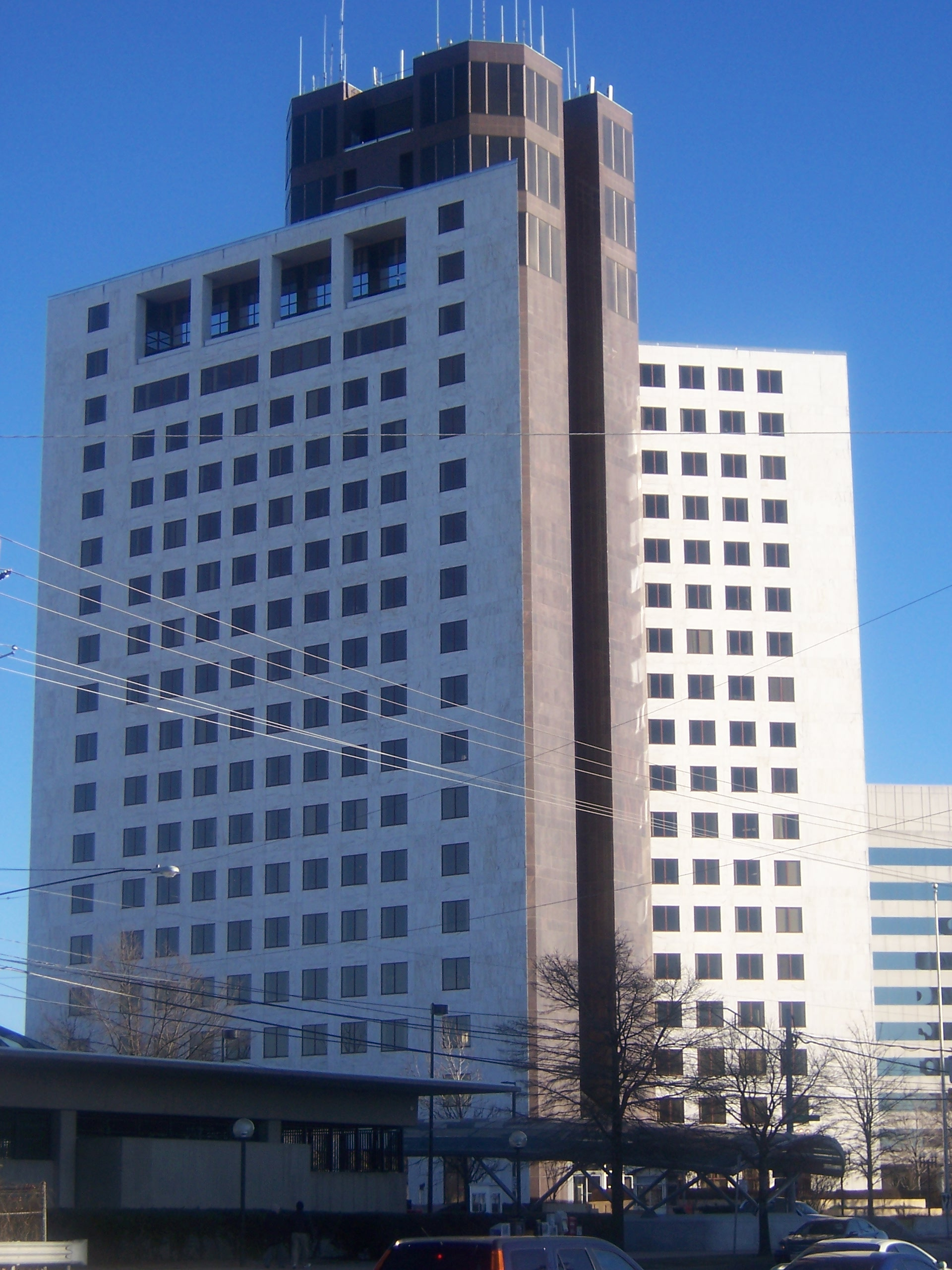
NRC 本部（メリーランド州ロックビル）

アメリカ合衆国原子力規制委員会（アメリカがっしゅうこくげんしりょくきせいいいんかい、英: Nuclear Regulatory Commission、略称：NRC）は、アメリカ合衆国政府の独立機関の一つであり、合衆国内における原子力安全に関する監督業務（原子力規制）を担当する。
NRC は原子炉の安全とセキュリティ、原子炉設置・運転免許の許認可と変更、放射性物質の安全と、セキュリティ、および使用済み核燃料の管理 (貯蔵、セキュリティ、再処理および廃棄)を監督している。
NRC を規制の虜(regulatory capture)の一例として批判的に見る向きもあり、憂慮する科学者同盟 (Union of Concerned Scientists) からは十分な役割を果たしていないと糾弾されている。

## 歴史
NRCは、1974年に制定された「エネルギー再生法」 (Energy Reorganization Act of 1974) に基づいて1975年1月19日に設立された。NRCはアメリカ合衆国原子力委員会 (United States Atomic Energy Commission ； AEC) の業務のうち、原子力エネルギー問題および原子力安全に関する監督業務を引き継いだ。AECが持っていた核兵器と原子力利用促進に関する監督業務は、アメリカ合衆国エネルギー研究開発管理部 (Energy Research and Development Administration ； ERDA) に引き継がれ、これによってAECは廃止された（なお、1977年にERDAはアメリカ合衆国エネルギー省 (United States Department of Energy；DOE) に改組されている）。

## 任務
前身であるAECと同様に、NRCは原子炉の安全、原子炉の設置許可およびその更新、放射性物質の保安および認可、放射性廃棄物管理（貯蔵と廃棄）について監督を行なう。
NRCの任務は、公衆の健康と安全に対する適切な防護を担保し、一般的な防衛と安全保障を促進し、環境を保護するために、民生部門における原子力副産物、原料、特別核物質の利用を規制することである。
NRCの規制業務は次の3つの主要な分野をカバーする。
- 原子炉 - 発電用、研究用、開発のための試作用、試験用および訓練用の商用原子炉。
- 核物質 - 医学、工業、学術のための各施設、および核燃料製造施設における核物質の利用
- 核廃棄物 - 核物質及び核廃棄物の輸送、貯蔵、廃棄および、核施設の廃止

## 委員
NRCは、アメリカ合衆国大統領によって指名され、アメリカ合衆国上院の同意に基づいて5年の任期で任命される、5名の委員を長とする。5名のうち1名は大統領から委員長および委員会の公的スポークスマンとして任命を受ける。
現在の委員長はStephen Burnsであり、前任のAllison MacFarlaneが2014年に辞任したことに伴い、2014年11月に、2019年6月30日までの任期で委員に任命され、2015年1月1日に大統領から委員長に任命された。

## 組織
現在、本部はメリーランド州ロックヴィルにあり、全米を次の4地区に分けて管理している。

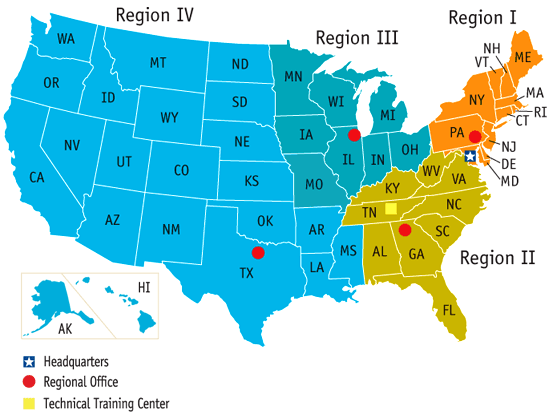
Map of the NRC Regions

- 第I地区、地方局：ペンシルベニア州 King of Prussia 、合衆国北東部を管轄。
- 第II地区、地方局：ジョージア州アトランタ 、合衆国南東部を管轄。
- 第III地区、地方局：イリノイ州リール、合衆国北中西部を管轄。
- 第IV地区、地方局：テキサス州アーリントン、合衆国南中西部および西部を管轄。

（第V地区、地方局：カリフォルニア州ウォールナットクリーク、合衆国西部を管轄していたが20世紀末に第IV地区に統合された）
これらの4つの地方局が、104基の発電用原子炉と36基の非発電用原子炉の運転を監督している。この監督は、次の例のように、いくつかのレベルで実行されている。
- 各発電用原子炉には監督官が常駐し、毎日の運転をモニターする。
- 様々なスペシャリストから構成される多数の特別監査チームが、各サイトの定期的な監査を行なう。
- 内部情報通報者からの通報は本部規制局の申し立て調査部門により調査される[6]。

## 運転要員訓練などの監督
NRCは、1993年に制定された「訓練規則」 
を通じて、産業界における訓練や資格認定制度を認可している。NRCは、アメリカ原子力資格認定委員会 (National Nuclear Accrediting Board) の会合を監視し、会計監査と訓練監査を実施している。さらに同委員会の委員の数人はNRCにより推挙される。アメリカ原子力資格認定委員会は政府機関ではなく、アメリカ原子力訓練アカデミー (National Academy for Nuclear Training) の関連機関である。同アカデミーは、原子力運転研究所 (Institute of Nuclear Power Operations ; INPO) やその他の原子力発電所における訓練への取り組みを統合し標準化する目的で1985年に設立されたものである。

## テロの脅威
アルカーイダによる2001年9月11日のアメリカ同時多発テロ事件や2005年7月7日のロンドン同時爆破事件のようなテロリストの攻撃は、過激派グループが合衆国やその他の国における今後の攻撃において、放射性物質を使用した汚い爆弾を使用するのではないかという恐れを想起させた。
2007年3月、アメリカ合衆国行政監査院 (Government Accountability Office ： GAO 、前米国会計検査院) のアンダーカバーの調査官が偽装会社を用意し、NRCから汚い爆弾を製造するために必要な放射性物質の購入を許可するライセンスを取得した。GAOの報告書によれば、NRCの担当官は会社を訪問もせず、重役に面接審査を行なおうともしなかった。それなのに、28日以内にNRCは西ヴァージニアの私書箱にライセンスを郵送した。GAOの担当官たちは、取得したライセンスの条項を容易に改ざんすることができ、彼らが購入可能な放射性物質の量の制限を削除してしまった。NRCのスポークスマンは、彼らはこれらの放射性物質を用いて作られた爆弾は市街の1ブロック長平方の地域を汚染できるが、即時の健康被害をもたらすものではないので、放射性爆発装置の脅威は低レベルであると考えていたと語った。

## 批判
アメリカ原子力委員会が解体されたのは、それが監督する責任を負っていた原子力産業に対して、不適切に便宜を与えていたと認知されるに至ったからであるが、NRCが「同じ轍を踏もうとしているように見える」という批判がある。
1987年の「NRCと産業界の甘い関係」("NRC Coziness with Industry") と題された米国議会報告は、NRCは「原子力産業界の『利害に左右されない規制の姿勢』(arms length regulatory posture) の維持をおこたり…、いくつかの批判的であるべき分野で、完全なる規制者としての役割を放棄している」と結論付けている。
以下に3つの例を引用する：

1986年の米国議会報告はNRCのスタッフが運用免許の取得を求めていた電力事業者に対して、重要な技術的援助を与えていたことを明らかにしている。1980年代の後半にはNRCは、運用免許所持者の状態に関して強制する立場を取らないという「非強制政策」を提唱して、1989年9月から1994年にかけて、「NRCは原子炉の規制強化を340回以上に渡って放棄または選択しなかった」。最後に批判者は、NRCは規制者としての重要な権能を、スリーマイル島原子力発電所事故を契機に事業者自身が創設した原子力発電運転協会 (Institute for Nuclear Power Operations ： INPO) に明け渡してしまったと糾弾している。

ByrneとHoffmanによれば、1980年代からNRCは概して原子力産業の利益に好意的であり、産業界の懸念に対して不適切に敏感であった。NRCはしばしば、強い規制を遂行することに失敗している。同時にNRCは規制プロセスへの公衆のアクセスを拒否または阻害し、公衆の参加に対する新たな障壁を設けている。
Frank N. von Hippelによれば、1979年のスリーマイル島事故 (ペンシルベニア州) にもかかわらず、NRCは米国内の104の商業用原子炉が安全に運用されるよう保証する上では、しばしば過度に及び腰であった：

原子力は「規制の虜」の教科書的な実例である。この状態においては、産業界はそれを規制するはずの規制機関をコントロール下に置いてしまう。規制の虜は公衆による旺盛な吟味と議会による監督においてのみ打破することが可能であるが、スリーマイル島事故から32年を経過して、原子力規制に対する関心は極めて急激に低下している。

規制の失敗にはいろいろな形態があり得るが、これには規制者と産業界の共通認識による規制条項の死文化が含まれる：

ミルストーン原子力発電所(コネチカット州) のある職員 (George Galatis) は管理者に対して、定期検査を早く終わらせる目的で使用済み核燃料を使用済み燃料プールに速く入れすぎる点と、プール内の使用済み核燃料の数が定格をオーバーしている点を常々警告してきた。管理者は彼を無視したので、彼は直接NRCを訪れた。NRCは最終的にはこの2つの違反行為について知っていたこと、同様の行為が他の多数のプラントでも行なわれていたこと、しかしその事実を無視することを選択したことを認めた。この内部通報者 (whistleblower) は解雇されブラックリストに載せられた(この事件はタイム誌が1996年3月に取り上げたことで明るみに出ることとなり、NRCは強い批判にさらされることとなった)。
2007年に選挙活動中であったバラク・オバマ大統領は、NRCの5名の委員は「それが規制すべき産業界の虜」に成り下がっていると語り、グリーンピース USAの原子力政策アナリストはその許認可行政を「ラバー・スタンプ」と呼んでいた。
バーモント州では、福島第一原子力発電所事故を引き起こした東北地方太平洋沖地震の前日、NRCはバーモント・ヤンキー原子力発電所の運転免許の20年間の期間延長を許可したが、バーモント州の議会は圧倒的多数でこの延長を拒否する議決をした。このプラントでは地下埋設の配管を通して放射性物質が漏れ出ていることが確認されていたが、運用者のEntergy社は宣誓下でそれを否定していた。バーモント州議会天然資源およびエネルギー委員会のTony Klein委員長は、2009年の公聴会でNRCにその配管について質問したが、NRCはそれが存在することすら知らなかった。
2011年3月17日、憂慮する科学者同盟 (UCS) は、2010年のNRCの規制者としての活動に対する批判的な研究を公表した。同連盟は、NRCの安全ルールについての強制措置は「タイムリーでも、首尾一貫しても、効果的でも」ないことを見出したとして、2010年だけで米国内のプラントであった14件の「ニアミス」を例示した。
2011年4月に、ロイターは、NRCは国内産業界を振興するためではなく取り締まるために存在しているはずであるが、外交電報 (公電) は、「ウェスティングハウス社やその他の米国メーカーの製品の購入するようロビー活動を行う」際など、米国の技術を外国に売り込む際にNRCが道具として使われる場合があるとレポートした。これはまるで商人の立場で活動している規制者の姿を浮かび上がらせ、「潜在的な利益相反への懸念を引き起こす」。
San Clemente Greenという環境団体は、NRCは監視者(watchdog)の立場にかかわらず、しばしばプラント運転者に都合が良いように規制していると述べて、サンオノフル原子力発電所の継続運用に反対している。
マサチューセッツ州選出の民主党の下院議員であるEdward J. Markeyは、NRCに対して長期に渡って批判を行ってきた。彼は、NRCのウェスティングハウス社製のAP1000型原子炉の (認可を) 申請された設計に対する裁定と、福島第一原子力発電所事故に対するNRCの対応に対して批判的である。
2011年7月に、Mark Cooperは、NRCは「それが安全を確保する仕事を行っていることを立証する上で守勢に立っている」と述べている。
2011年10月に、当時のグレゴリー・ヤツコ NRC委員長は「タイムリーな方法で規制上の問題に切り込みたいと考える者と、急速な動きを欲しない者との間の緊張関係 (がNRC内にある)」と述べている。

## 福島以降
米国内全域に渡る45の団体と個人は、NRCに対して、福島第一原子力発電所事故の完全なる検証を完了するまで、15の州に渡る21の申請中の原子炉建設プロジェクトの認可および他の処分を全て保留するよう公式に申し入れている。

陳情者たちは、6基の既存の原子炉 (コロンビア、デービス・ベッセ、ディアブロキャニオン、インディアンポイント、ピルグリムおよびシーブルック) の運転免許の更新の裁定、13件の新規原子炉 (ベルフォンテ3号機および4号機、ベルベンド、キャラウェイ、カルバートクリフ、コマンチピーク、フェルミ、レビカウンティ、ノースアンナ、シアロン・ハリス、サウステキサス、ターキーポイント、ボグトルおよびウィリアム・ステーツ・リー) の建設許可と運転免許の認可、ベルフォンテ1号機および2号機の建設許可、およびワッツバーの運転免許の裁定について保留するよう求めている。さらに陳情者たちは、標準化されたAP1000型およびESBWR型原子炉の設計承認手続きの進行を休止するよう求めている。

陳情者たちは、NRCに対してさらに、NRC自身の調査報告を補完するため、1979年のやや深刻度の低かったスリーマイル島事故の余波の中で設置されたのと同様の独立委員会を設立するよう求めている。陳情者にはPublic Citizen、Southern Alliance for Clean Energy、およびサンルイスオビスポ Mothers for Peaceが含まれている。
合衆国における安全規則は、最近日本で地震と津波が引き起こしたように、外部電源や非常用発電機からの電力を壊滅するかもしれない単一事象のリスクに対して、適切に重点を置いていないと、NRC当局者が2011年6月に述べている。
2011年10月にNRCは事務局スタッフに対して、12の安全勧告の内の7つを7月の連邦タスクフォースまでに前倒して実施するよう指示した。この勧告は「運転者の、電力の完全な喪失に対処する能力の増強、プラントが洪水と地震に耐えられる保証、および非常事態対処能力の向上を目指した新基準」を含んでいる。新安全基準の完全な実施には最大5年を要する見込みである。
2011年11月にグレゴリー・ヤツコ NRC委員長(当時)は、電力事業者の自己満足に対して警告を発し、NRCは「日本の原子力災害をきっかけとした新規則を推し進め、さらに火災への防護と地震リスクに対する新しい分析を含む長年の懸案事項を解決」しなければならないと語った。